# Migraña retiniana
La migraña retiniana es un tipo de migraña poco frecuente que se caracteriza por episodios de pérdida de visión de un ojo (ceguera monocular) o deficiencias parciales del campo visual de un ojo (escotoma monocular) que tienen una duración de menos de una hora y preceden a la aparición de una crisis de migraña. Este diagnóstico ha quedado establecido en la Clasificación Internacional de las Cefaleas (IHS, 2ª edición, 2004) en la que no aparecen otras denominaciones anteriores que han quedado obsoletas, como migraña oftálmica.

## Diagnóstico
El dolor de cabeza debe tener las características clínicas de la migraña y ha de aparecer como máximo una hora después del inicio de la pérdida de visión, la cual debe afectar únicamente a un ojo. 

## Diagnóstico diferencial
Deben descartarse otras causas de perdida brusca de visión como la obstrucción de la arteria central de la retina. Es importante diferenciar la migraña retiniana de la migraña con aura que es mucho más frecuentes y también producen manifestaciones oculares, como destellos luminosos o escotomas.